# Bogen (Bavière)
Pour les articles homonymes, voir Bogen.
Bogen est une ville de Bavière (Allemagne), située dans l'arrondissement de Straubing-Bogen, dans le district de Basse-Bavière.
Sur une colline dominant le Danube (le Bogenberg) a été construit dès 1104 un lieu de pèlerinage.

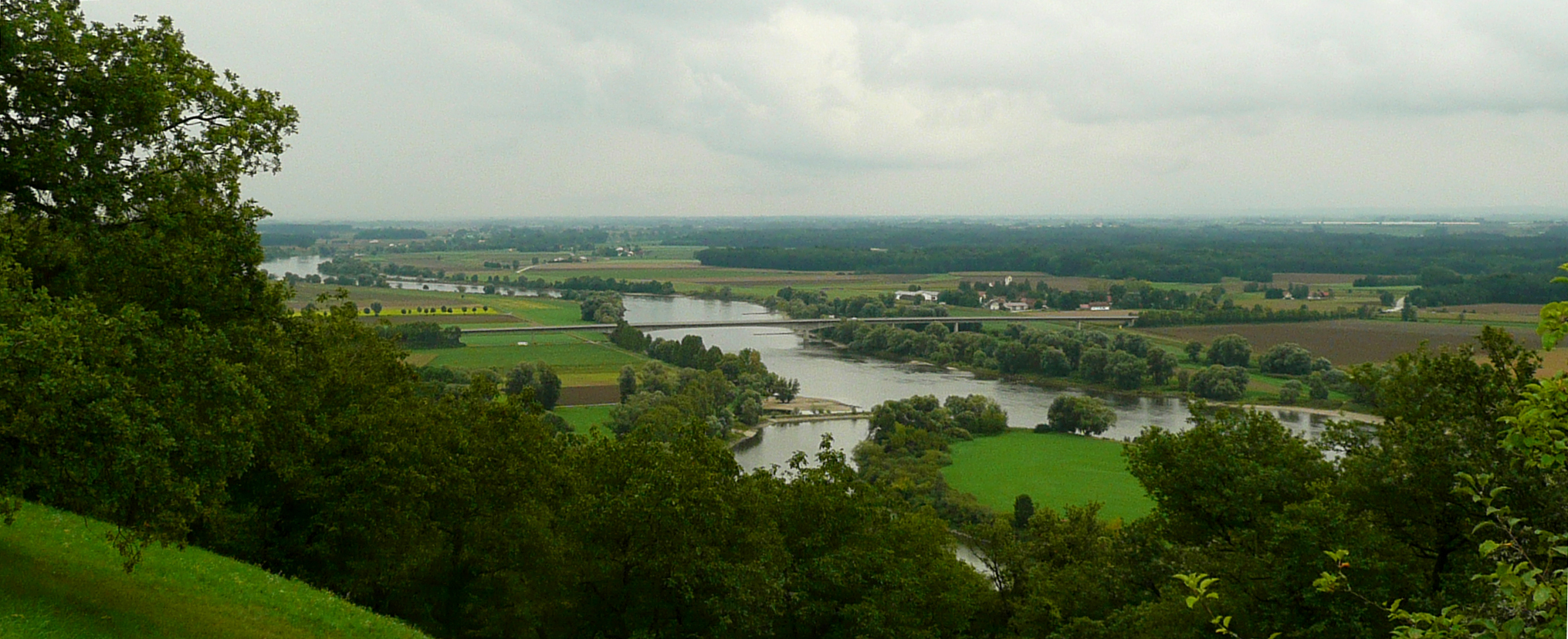
La plaine du Danube depuis le Bogenberg

## Personnalités liées à la ville
- Nicolas d'Ybbs (1283-1340), évêque mort à l'abbaye d'Oberalteich